# Huh Young-sook
Huh Young-sook född den 2 juli 1975 i Jeongeup, Sydkorea, är en sydkoreansk handbollsspelare.
Hon tog OS-silver i damernas turnering i samband med de olympiska handbollstävlingarna 2004 i Aten.